# Vasik János
Vasik János (1973 – 2023. február 21.) szlovákiai magyar hírszerkesztő, riporter, megyei képviselő.

## Élete
A pozsonyi Duna Utcai Magyar Tannyelvű Gimnáziumban érettségizett. Szociológiai tanulmányokat folytatott a budapesti Eötvös Loránd Tudományegyetemen. Egy választási ciklusban kassai megyei képviselő volt.
Dolgozott futószalag mellett, kutyamenhelyen, múzeumban, bankban és egy mobilszolgáltatónál is. Alapítottak óvodát, alap- és középiskolát.
2009-től a Pátria Rádiónál dolgozott, előbb mint rozsnyói és kassai regionális munkatárs. 2016-ban Pozsonyba költözött és a hírszerkesztői részleg tagja lett, majd megbízott főszerkesztő.
Felesége Prékop Mária oktatásügyi és oktatáspolitikai szakértő, helyettes államtitkár volt. Rozsnyón telepedtek le, három gyermeket neveltek.
Krasznahorkaváralján nyugszik.

## Művei
- Non videri, sed esse (Nem láttatni, tenni) című saját gyártású dokumentumfilm forgatókönyve
- A szabadság harminc árnyalata (szerkesztő)